# James Flack Norris
James Flack Norris (* 20. Januar 1871 in Baltimore, Maryland; † 4. August 1940 in Cambridge, Massachusetts) war ein US-amerikanischer Chemiker und Präsident der American Chemical Society.

## Leben
Norris studierte Chemie an der Johns Hopkins University in Baltimore, schloss das Studium 1892 ab und blieb anschließend dort – beeinflusst speziell durch das Wirken von Ira Remsen an der Johns-Hopkins-Universität. 1895 wurde er mit einer Arbeit zu Komplexverbindungen von Selen und Tellur promoviert (Ph.D.). 1895 wechselte er an das Massachusetts Institute of Technology (MIT) und ging 1904 an das 1899 gegründete Simmons College in Boston, wo er 1904 Professor wurde. Dort blieb er bis 1915, nur unterbrochen von einem Sabbatjahr bei Fritz Haber in Karlsruhe. Nach einem einjährigen Aufenthalt 1915 bis 1916 an der Vanderbilt University kehrte er an das MIT zurück und blieb dort bis zu seinem Tod im Jahr 1940. Am MIT war er Professor für organische Chemie und ab 1926 Leiter eines Forschungslabors. Im Ersten Weltkrieg diente er im Chemical Warfare Service.
Norris war einer der ersten Chemiker, die die Struktur-Reaktivitäts-Beziehung organischer Verbindungen auf systematischer Grundlage untersuchten.
In den Jahren 1925 und 1926 war er Präsident der American Chemical Society (ACS). Von 1925 bis 1928 war er Vizepräsident der International Union of Pure and Applied Chemistry. 1907 wurde er zum Mitglied der American Academy of Arts and Sciences gewählt und 1934 zum Mitglied der National Academy of Sciences. Er war unter anderem Ehrenmitglied der Royal Society of Chemistry. 1937 erhielt er vom American Institute of Chemists die Goldmedaille.

## Ehrungen
Die ACS vergibt seit 1965 den James Flack Norris Award für herausragende Leistungen auf dem Gebiet der physikalischen organischen Chemie und die Northeastern Section der ACS seit 1951 den James Flack Norris Award for Outstanding Achievement in the Teaching of Chemistry.

## Schriften (Auswahl)
- James Flack Norris: The Principles of Organic Chemistry. 3. Auflage. McGraw-Hill, London 1931, S. xii + 595.
- James F. Norris: Experimental Organic Chemistry. 3. Auflage. McGraw-Hill, New York, London 1933, S. 233.